# Fredrik Tiger

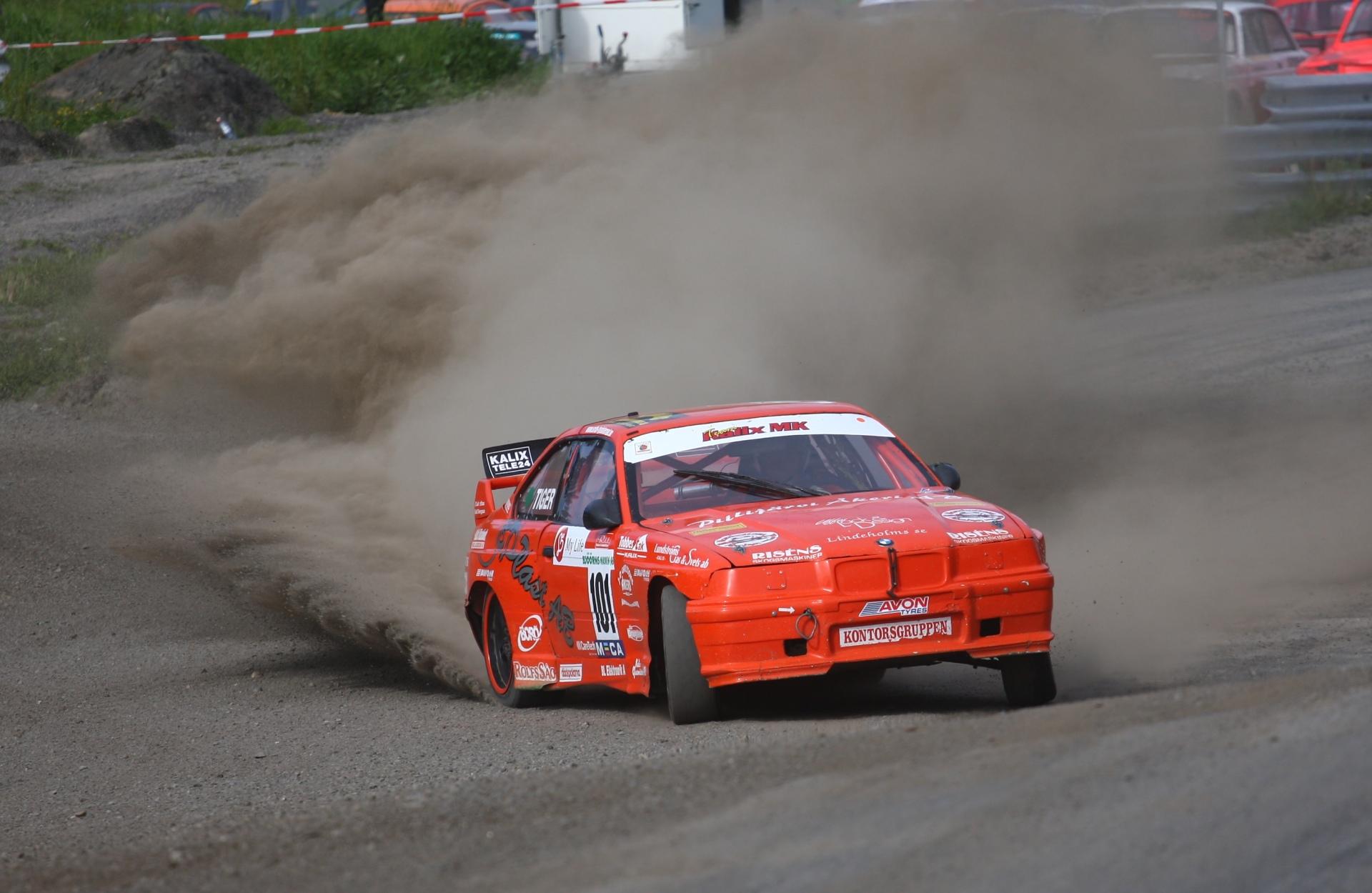
Fredrig Tigers BMW i A-final SM deltävling rallycross i Haninge 2010

Fredrik Tiger, född 11 september 1972 är en svensk rallycrossförare.

## Racingkarriär
Fredrik Tiger är en av Sveriges bästa rallycrossförare med en mycket lång meritlista. Han har även tävlat framgångsrikt i den närbesläktade sporten isracing, gemensamt är att han alltid har tävlat för Kalix MK.
Tekniskt och taktiskt så har Tiger ofta gått sin egen väg och valt att satsa på lösningar och koncept som ligger något utanför vad som normalt betraktats som optimalt. Ett exempel är att han tidigt var en av de förare som valde att bygga på en större, tyngre och starkare motor än vad som är vanligt i klassen.

## Övrigt
2010 var Fredrik Tiger med i Robert Aschbergs och Gert Fylkings "Ystad–Haparanda, ett steg i taget".
2014 utgavs en bok om Tiger, med titeln Eye of the Tiger - Fredrik Tiger, skriven av Jenny Hapasari-Niemi.

## Meriter
- Guld rallycross i Super Nationell SM 2012
- Guld Rallycross Norden 2010
- Guld isracing SM långnabb 2010
- Guld rallycross i Super Nationell SM 2010
- Guld  i Super Nationell SM 2009
- Brons rallycross i Super Nationell SM 2008
- Silver rallycross i Super Nationell SM 2007
- Guld isracing SM långnabb 2007